# Cornuda
|  | Aquest article tracta sobre el municipi italià. Si cerqueu el peix, vegeu «peix martell». |

Cornuda - (pronúncia AFI / kor'nuda / tant en italià com en vènet) és un municipi italià a la província de Treviso (regió del Vèneto) amb una població de 6.289 habitants el 2010.

## Geografia
Cornuda limita amb els municipis de Caerano di San Marco, Crocetta del Montello, Maser, Monfumo, Montebelluna i Pederobba.
El territori de Cornuda s'estén a la dreta del Piave, és principalment muntanyós. La ciutat fou bastida en una zona bastant plana, amb altures oscil·lant entre un mínim de 135 m sobre el nivell del mar, a l'extrem sud, a un màxim de 165 m.
La fracció nord-est inclou una sèrie de petites muntanyes, el principi d'una serralada que es desenvolupa fins al Brenta. El cim més alt és la muntanya de Sulder (472 m), que domina la ciutat des de l'oest; seguit pel Col del Spin (441 m) el mont Fagarè (357 m) i el turó Cavasotta (265 m).
Hi ha diversos cursos d'aigua modestos com el Nasson, que discorre del nord-est del centre, el Ru Blanco, que procedeix al sud, i també per canals artificials com el Brentella Pederobba i el Canale di Caerano.
El
 hi havia 883 estrangers residents al municipi un 14,0% de la població. Els següents són els grups més grans: xinesos (237), romanesos (173), marroquins (138), albànesos (80), brasilers (33), kosovars (32) i macedonis (27).

## Història
El topònim Cornuta és d'origen incert. Una primera hipòtesi postula que deriva del nom llatí "corna" (banyes), en al·lusió a la ubicació de la localitat, a l'extrem oriental del domini de Asolo, municipium en època romana. Una altra explicació vincula els dos turons, com una banya, als peus es van aixecar de la ciutat. Tot i això, hi ha qui el creuen alteració d'un terme que significa "encreuament de camins", apropant-la a la intersecció Feltrina i Piovega artèries importants des de l'antiguitat.
Hi ha vestigis de civilització de temps prehistòrics, com ho demostra la gran quantitat de material lític que es desprèn una mica de tot arreu i els artefactes trobats a la vall de San Lorenzo. Durant la construcció del "Filanda Serena", en 1881, també es van identificar les restes d'un supòsit establiment paleovènet i romà.
Durant les invasions bàrbares, Cornuda rebé refugiats dels pobles veïns que buscaven una més protegits dels atacs. Prova de la seva importància va ser la construcció d'una església, la llar d'un dels quatre arxiprestats en què van dividir la diòcesi de Treviso des del final del segle viii. D'aquesta època és també la construcció de la fortalesa, mentre que el segon és el castell de Colle. Les fortaleses, estaments del bisbe de Treviso, van ser destruïts durant el turbulent període Ezzelino.
Només al final del segle xiv va començar una més estable a causa de la conquesta de la Sereníssima República de Venècia. Igual que amb tot el que l'interior de Venècia, fins i tot en Cornuda l'economia agrícola depenia de les famílies patrícies venecianes. D'aquesta època són algunes viles.
A la caiguda de la Sereníssima, li seguí d'un període turbulent en el qual s'alternaren els governs de França i Àustria. Aprovada definitivament sota el Regne Llombardovènet en 1848 Cornuda va ser l'escenari de la batalla de Cornuda una batalla del Risorgimento italià, amb la victòria de l'exèrcit austríac a les tropes papals recolzats per nombrosos voluntaris. No obstant això, el període dels Habsburg també és conegut per fer alguns dels treballs que van portar a la prosperitat econòmica; per exemple, va ser impulsat sistema ferroviari, fent Cornuda un punt focal per a les connexions entre les planes i els contraforts.